# John Moore (Politiker, 1936)

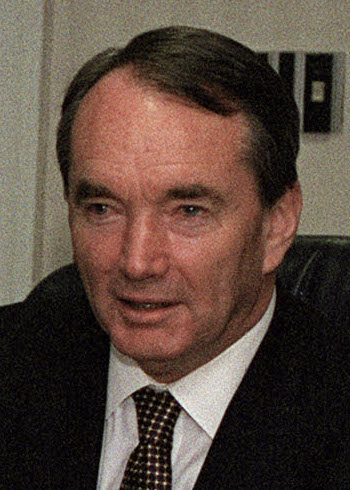
John Moore

John Colinton Moore AO (* 16. November 1936 in Rockhampton, Queensland; † 22. Januar 2025 in Indooroopilly, Queensland) war ein australischer Politiker. Er war Mitglied des Australischen Repräsentantenhauses für die Liberal Party of Australia zwischen 1975 und 2001. In dieser Zeit bekleidete er mehrere Ministerämter unter Malcolm Fraser und John Howard. Unter anderem war er von 1998 bis 2001 australischer Verteidigungsminister.

## Leben
John Moore wurde am 16. November 1936 in Rockhampton, Queensland geboren. Im Jahre 1975 wurde Moore in seinem Bundeswahlbezirk Division of Ryan in das Australische Repräsentantenhaus gewählt, dessen Mitglied er bis zu seinem Rücktritt am 5. Februar 2001 blieb. Vom 3. November 1980 bis zum 20. April 1982 war er Wirtschaftsminister unter Malcolm Fraser. Am 11. März 1996 wurde Moore Minister für Industrie, Tourismus und Wissenschaft. Dieses Amt im Kabinett Howard hatte er bis zum 21. Oktober 1998 inne. Parallel dazu war er der Vizepräsident des Exekutivkomitees und Minister des Kabinetts, was er bis zum 30. Januar 2001 blieb. Sein letzter Ministerposten war der des Verteidigungsministers vom 21. Oktober 1998 bis zum 30. Januar 2001 war. Er starb am 22. Januar 2025 im Alter von 88 Jahren in einer Pflegeeinrichtung in einem Vorort von Brisbane.